# Jozo Zovko
Jozo Zovko (Uzarići, Federación de Bosnia y Herzegovina, 19 de marzo de 1941) es un sacerdote católico de la parroquia de Široki Brijeg de la Orden Franciscana, teólogo, conferencista, misionero y escritor bosnio reconocido por ser fundador de numerosas asociaciones que creen en los mensajes de Medjugorje. Vive y trabaja en Zagreb, en el monasterio franciscano de la provincia franciscana de Herzegovina.

## Biografía
Nació en Uzarići, Federación de Bosnia y Herzegovina, el 19 de marzo de 1941. Es el octavo de diez hijos en Uzarići, parroquia de Široki Brijeg. Asistió a la escuela primaria en Široki Brijeg.
En 1957 ingresó al seminario en Bol en la isla de Brac. 
En 1962 ingresó en un noviciado en el monasterio franciscano de Humac, Ljubuski. 
Ha estado estudiando teología en Sarajevo desde 1963.
Recibió sus ordenanzas sacerdotales en junio de 1967. Después de ser ordenado, continuó sus estudios en Liubliana.

### Trabajo espiritual
Después de completar sus estudios, fue a servir en la parroquia de Konjic y luego fue capellán de la parroquia de Čerin.
Fue miembro de la Comisión Pax para la Fabricación de Catecismos y manuales religiosos, que era parte del Consejo de la Conferencia Episcopal de Yugoslavia en ese momento.
El trabajo catequético lo hizo famoso por el éxito de sus estudiantes de las escuelas catequéticas de verano, por lo que fue recompensado en 1974 con una audición con el Santo Padre.
En 1974 se matriculó en estudios de posgrado en pedagogía religiosa en la Universidad de Graz.
Recibió una oferta para seguir trabajando en una universidad allí, pero decidió regresar a su tierra natal. 
Se le concedió la parroquia de Posusje, donde fue pastor y en el otoño de 1980, se le asignó una nueva parroquia donde fue pastor, la parroquia de Medjugorje .

### Apariciones en Medjugorje, las autoridades persiguen a Zovko
Cuando llegó a la parroquia de Medjugorje, fundó una comunidad de oración allí.
Trabajó para revivir la Tercera Orden en su parroquia. Mientras realizaba ejercicios espirituales para las monjas en Zagreb, el 24 de junio de 1981, ocurrió la primera aparición de Nuestra Señora de Medjugorje
Inicialmente tomó el evento a la ligera y al principio sospechó para evitar todos los conceptos erróneos y credulidad, llamó a la gente a rezar.
Al pedirle una señal al Señor, experimentó la experiencia personal de la presencia de Nuestra Señora. Al verse personalmente, se convirtió en uno de los mayores promotores de los mensajes de Nuestra Señora y en los mejores testigos de los acontecimientos. 
Se convirtió en el detonante espiritual de los acontecimientos relacionados con la aparición de Nuestra Señora en Medjugorje. El evento no fue considerado favorablemente por las autoridades ateas comunistas del sur que, como tal, fue una poderosa fuente de fortaleza espiritual para el catolicismo y el croata en Bosnia y Herzegovina y todas las repúblicas y provincias del estado en ese momento. Por lo tanto, las autoridades observaron esta despiadada supresión al principio. Como todos los sacerdotes que estuvieron involucrados en esto, fueron objeto de una persecución despiadada en la entonces República Federal de Bosnia y Herzegovina.
Los servicios secretos intentaron suprimir cualquier información sobre Medjugorje, especialmente hacia el P. Jozo Zovko.
La migración política de Branko Mikulic, un alto funcionario comunista e ideólogo del partido en Bosnia y Herzegovina, fue el primer golpe de Estado. Dio esta señal a los periodistas en un discurso en Täntiste el 4 de julio de 1981 un feriado nacional. En esta ocasión, declaró sin dudar que:
"Nuestra Señora de Medjugorje fue inventada por los clérigos nacionalistas".
Esta etiqueta fue empujada más tarde a través de todas las acusaciones y procesos penales que acusaron y persiguieron al P. Jozo Zovko, algunos jóvenes del área de Ljubuski y al H. Ferdo Vlasic y al H. Jozo Krizic. Poco después de un discurso de odio contra los croatas católicos en BiH pronunciado por el entonces miembro de la Presidencia de BiH, Ivo Jerkic, en un mitin en Citluk a última hora de la tarde, el P. Jozo Zovko fue arrestado el 17 de agosto de 1981 y llevado al Tribunal de Distrito de Mostar. 
El P. Jozo Zovko fue defendido por el famoso abogado croata Milan Vukovic. El proceso que siguió fue único en el sentido de que el contenido de las escrituras se convirtió en parte del cargo y castigo impuesto por la corte al fraile ordinario, por el texto que todos los frailes leen diariamente. Fue sentenciado a tres años de prisión. Apeló a ese fallo. Partes de la acusación fueron retiradas en el Tribunal Federal de Belgrado y la sentencia se redujo a un año y medio. Estuvo en la prisión de Foca hasta 1983.
Las autoridades comunistas de la época pensaron que el arresto del padre Jozo Zovko resolvería para siempre el caso Medjugorje y "fortalecería" el socialismo autónomo basado en los delirios de "hermandad y unidad", lo que se llama de los "pueblos yugoslavos".  Después de salir de la prisión de Foca en 1983, fue asignado a la parroquia de Bukovica , donde se desempeñó como pastor hasta 1985. Tihaljina fue su nuevo párroco hasta 1991.
En 1991, se convirtió en el guardián del monasterio en Široki Brijeg, donde sirvió hasta 1994.
La Gran agresión serbia y la guerra de algunas corrientes croatas-bosnias cuando las grandes fuerzas serbias invadieron Croacia y Bosnia y Herzegovina, los poderosos centros mundiales de poder visitaron en 1991 y 1992, instándolos a detener la guerra. Ha hablado dos veces en el Consejo de Seguridad de las Naciones Unidas y en Estrasburgo en el Parlamento Europeo . 
Se reunió con numerosos estadistas y políticos en los Estados Unidos, Inglaterra, Francia, Italia y en la sede de la UE, Bruselas.[cita requerida]

### Después de la guerra
Después de la guerra fundó numerosas asociaciones que difundieron el mensaje de Nuestra Señora e instituciones humanitarias, realizó ejercicios espirituales, sermones, difundió el mensaje de paz y amor de Nuestra Señora en muchos países, pequeños y grandes, en todos los continentes, y organizó seminarios sobre renovación espiritual (Isla Jakljan ). En 2009 tomó un año sabático por razones de salud.

## Obras

### Asociaciones e instituciones
Asociaciones e instituciones organizadas o fundadas por él:
- Padrino internacional para el niño de Croacia, con sede en Zagreb
- Padrino internacional para el niño de Herceg-Bosna, con sede en Siroki Brijeg
- Movimiento de oración por la paz - hermanamiento de oración Visitación
- Holy Family Institute, un hogar para la colocación, educación y educación de niñas sin padres
- Inicio "Mary Our Hope", la primera institución en el condado de West Herzegovina para el cuidado de niños con discapacidades en el desarrollo físico y / o mental

### Simposios
- Simposio de 1993 sobre mártires

### Película
El personaje del Padre Jozo Zovko fue encarnado por el famoso actor de Hollywood Martin Sheen en la película Gospa: El Milagro de Medjugorje
de 1995 de Jakov Sedlar, donde habla acerca de los eventos relacionados con las Apariciones marianas de Medjugorje.

### Libros
Libros compuestos sobre la base de sus sermones y catequesis:
- 1989 La mia Testemonianza, organizada por Matteo Rossi y Sergio Pagliarola.
- 1989  No tengas miedo de David, preparado por Lise Baril-Leclerc.
- 1989 Un hombre llamado padre Jozo, por la Fundación Riehle.
- 1991 Feligrés de los Mártires anchos, por Matteo Rossi y Sergio Pagliarol.
- 1994 Medjugorje, Una Testemonianza, por Sergi Pagliarola.
- 1995 He Ahí A Tu Madre, de Maria Victoria Trivino, Osc.
- 1998 El llamado del Señor, editado por Geraldine Hemmings y Carrie Swearingen, .
- 2004 Meditaciones de Nuestra Señora
- 2005 Meditaciones de Nuestra Señora
- 2005 Oservare y Frutti.
- 2007 Adoriamo.
- 2008 Cinco piedras.

Estas ediciones han sido traducidas del croata al italiano, español, alemán, coreano, francés e inglés.

## Premios y reconocimientos
- 1974 audición con el Papa por su excelente trabajo de enseñanza religiosa.
- 1999 ese año los obispos católicos lo invitaron a Belén para celebrar los 2000 años del nacimiento de Jesucristo.
- 2002 Carta de agosto de 2002 del papa Juan Pablo II. por el cual el papa le otorgó una bendición apostólica especial.
- 2005  ese año estuvo a cargo de la restauración del monasterio franciscano en el islote de Badija.